# Cerco de Bastogne
O Cerco de Bastogne foi um grande combate travado por tropas dos Estados Unidos e da Alemanha Nazista ocorrido na cidade de Bastogne, Bélgica, como parte da batalha das Ardenas. O objetivo da ofensiva alemã era capturar os portos da Antuérpia. Para chegar lá, antes que os Aliados pudessem se reagrupar e usar toda vantagem da sua superioridade aérea, as forças mecanizadas alemãs tinham que tomar as principais estradas e junções da Bélgica. Como sete importantes estradas que cruzavam as Ardenas passavam por Bastogne, o controle dessa cidade passou a ser prioridade para os alemães. O cerco durou de 20 de dezembro até o dia 27 do mesmo mês, quando as forças americanas foram libertadas pelo 3º Exército sob comando do general George Patton, o que forçou os alemães a bater em retirada da região.

## Fotos da batalha

Mapa mostrando a movimentação de tropas durante a Batalha das Ardenas. Bastogne está no meio do mapa.
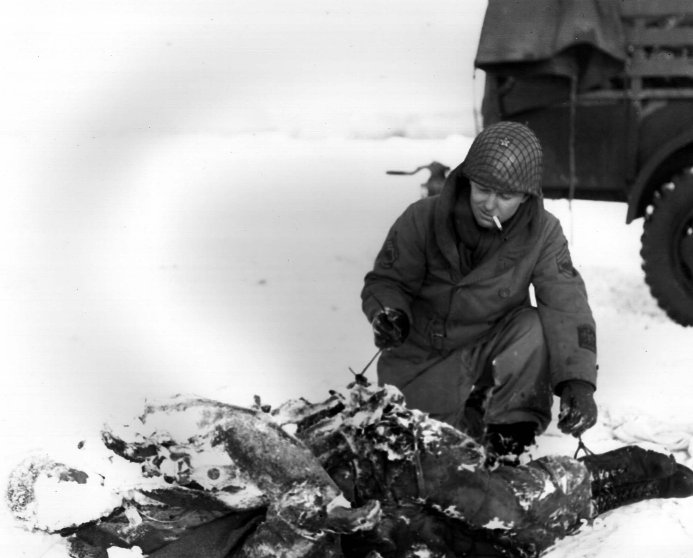
Foto de um paraquedista norte-americano morto em Bastogne.
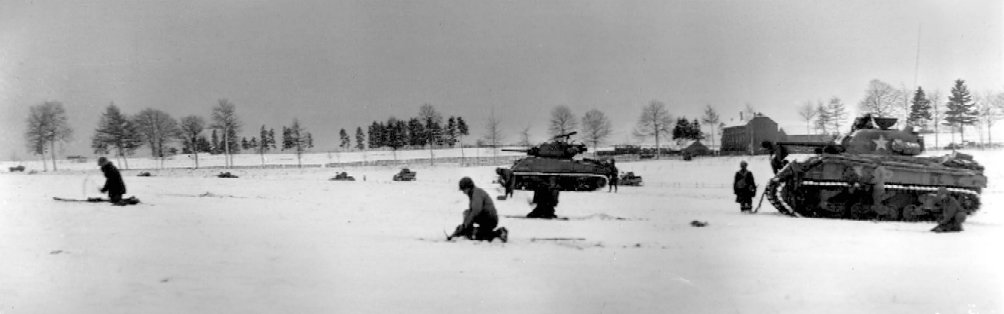
Homens da 44ª Divisão de Infantaria e da 6ª Divisão blindada próximo a Bastogne, 31 de dezembro de 1944
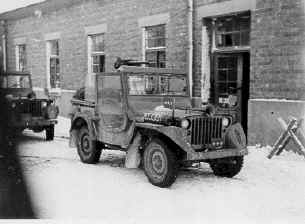
O famoso jeep do General Patton estacionado em Bastogne, 1 de janeiro de 1945.
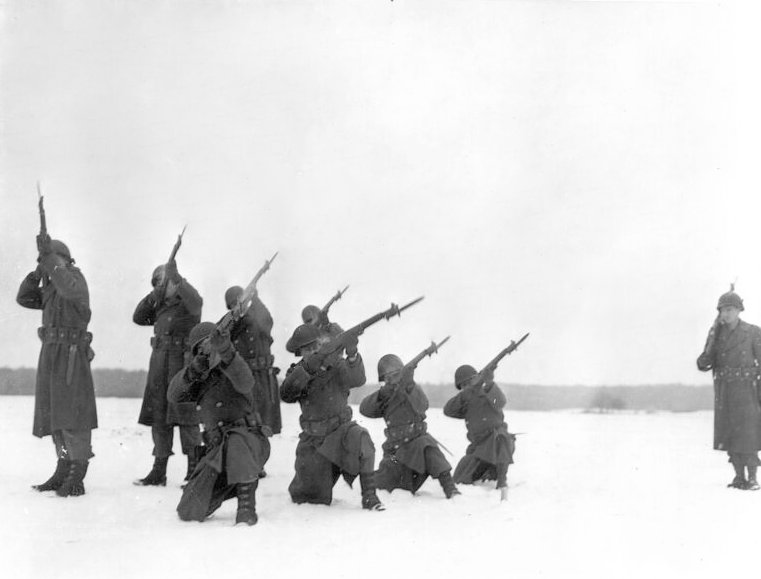
Membros da Companhia C, 9º Regimento, prestam homenagem aos mortos durante o cerco, 22 de janeiro de 1945.